# Communes de la province de Pistoia
- Haut – A
- B
- C
- D
- E
- F
- G
- H
- I
- J
- K
- L
- M
- N
- O
- P
- Q
- R
- S
- T
- U
- V
- W
- X
- Y
- Z

## A
- Abetone
- Agliana

## B
- Buggiano

## C
- Chiesina Uzzanese
- Cutigliano

## L
- Lamporecchio
- Larciano

## M
- Marliana
- Massa e Cozzile
- Monsummano Terme
- Montale
- Montecatini Terme

## P
- Pescia
- Pieve a Nievole
- Pistoia
- Piteglio
- Ponte Buggianese

## Q
- Quarrata

## S
- Sambuca Pistoiese
- San Marcello Pistoiese
- Serravalle Pistoiese

## U
- Uzzano